# Serafino Biagioni
Serafino Biagioni (né le 12 mars 1920 à Pistoia, en Toscane et mort le 13 février 1983) est un coureur cycliste italien, de l'après-guerre, qui a mis fin à sa carrière au milieu des années 1950.

## Biographie
Serafino Biagioni devient professionnel en 1945 et le reste jusqu'en 1956. Il a notamment remporté trois étapes sur le Tour d'Italie et deux sur le Tour de France 1951.

## Palmarès
- 1939
  - Tour d'Émilie
- 1945
  - Grand Prix de l'industrie et du commerce de Prato
- 1948
  - 10e étape du Tour d'Italie
  - 9e du Tour d'Italie
- 1949
  - 5e étape du Tour d'Italie
  - 8e du Tour d'Italie
- 1951
  - 11e étape du Tour d'Italie
  - 5e et 13e étapes du Tour de France

## Résultats sur les grands tours

### Tour de France
4 participations
- 1948 : 34e
- 1949 : 17e
- 1950 : abandon de l'équipe (12e étape)
- 1951 : 15e, vainqueur des 5e et 13e étapes,  maillot jaune pendant 1 journée

### Tour d'Italie
9 participations
- 1946 : 12e
- 1947 : 18e
- 1948 : 9e, vainqueur de la 10e étape
- 1949 : 8e, vainqueur de la 5e étape
- 1950 : abandon
- 1951 : 55e, vainqueur de la 11e étape
- 1952 : 30e
- 1953 : 26e
- 1954 : 44e